# Zorita de la Frontera
Zorita de la Frontera és un municipi a la província de Salamanca, a la comunitat autònoma de Castella i Lleó.